# QCad
Qcad este un program utilizat în proiectarea asistată (CAD), pentru crearea planurilor în două dimensiuni (2D), fără a avea posibilitatea de lucru în spațiu (3D).
Sistemul nativ de fișiere este dxf (Drawing eXchange Format), ales datorită specificațiilor deschise, precum și a numărului mare de aplicații de proiectare asistată care îl pot citi.
Inițial a fost creat sub Linux pentru platforme Linux, pentru ca ulterior datorită versatilității mediul de programare în care a fost creat, să fie portat și pe alte platforme (printre care și Windows).
Una din caracteristicile care au făcut faimoasă această aplicație este faptul că este un produs open source, adică oricine are posibilitatea să copieze, să îmbunătățească și distribuie codul sursă în continuare.

## Versiuni
- Qcad 1 - mici probleme legate de compatibilitatea fișierelor DXF
- Qcad 2 - compatibilitate bună a fișierelor

## Utilizare
Este o interfață similară cu a AutoCAD-ului, ceea ce face ca utilizatorul de astfel de aplicații să integreze și să se adapteze acestei aplicații.